# Bäumer B II
Die Bäumer B II Sausewind war ein offener, zweisitziger Tiefdecker in Holzbauweise. Es war das erste Flugzeug aus deutscher Produktion, das auf aerodynamische Perfektion ausgelegt worden war.

## Geschichte

### Entwicklung
Die Entwicklung ging auf eine Ausschreibung der B.Z. am Mittag zurück: Beim „B.Z. Preis der Lüfte“ wurde ein Preisgeld von 100.000 Reichsmark als Siegerprämie in Aussicht gestellt.
Bei der Bäumer Aero GmbH konstruierten die Brüder Siegfried Günter und Walter Günter die B II.
1926 wurde der Flugzeugtyp in der US-amerikanischen Fachzeitschrift Aviation Week mit einer gestalteten Anzeige und einem Foto beworben.

### Erfolge
- Am 31. Mai 1925 startete die B II von Berlin-Tempelhof zum Deutschen Rundflug.[2] Für die Distanz von 5242 Kilometer wurde eine Flugzeit (inkl. mehrerer Notlandungen) von 91 Stunden und 12 Minuten benötigt. Damit belegte die Sausewind den zweiten Platz in der Gruppe B für Flugzeuge mit max. 80 PS. Dafür gab es eine Siegesprämie von 15.000 Reichsmark.
- Beim Otto-Lilienthal-Wettbewerb vom 15. Juni bis zum 23. Juli 1925 gewann die B II in den Kategorien größte Geschwindigkeit in 100 m Höhe (183,5 km/h), Gipfelhöhe (4770 m) und beste Steiggeschwindigkeit (2,11 m/s).

### Verlust
Beim Sachsen-Rundflug war die B II „Sausewind“ für die Deutsche Verkehrsfliegerschule im Einsatz. Dabei ging das Flugzeug durch eine Bruchlandung am 19. September 1925 verloren.

## Konstruktion
Alle Steuerseile und Anlenkhebel waren widerstandsoptimiert nach innen verlegt. Das Fahrgestell besaß zwei Achsen, um den Widerstand einer durchgehenden Achse zu sparen. Die Flügel und die Leitwerke besaßen einen elliptischen Grundriss, der gegenüber den damals üblichen Rechteckflügeln aerodynamische Vorteile bietet.

## Technische Daten

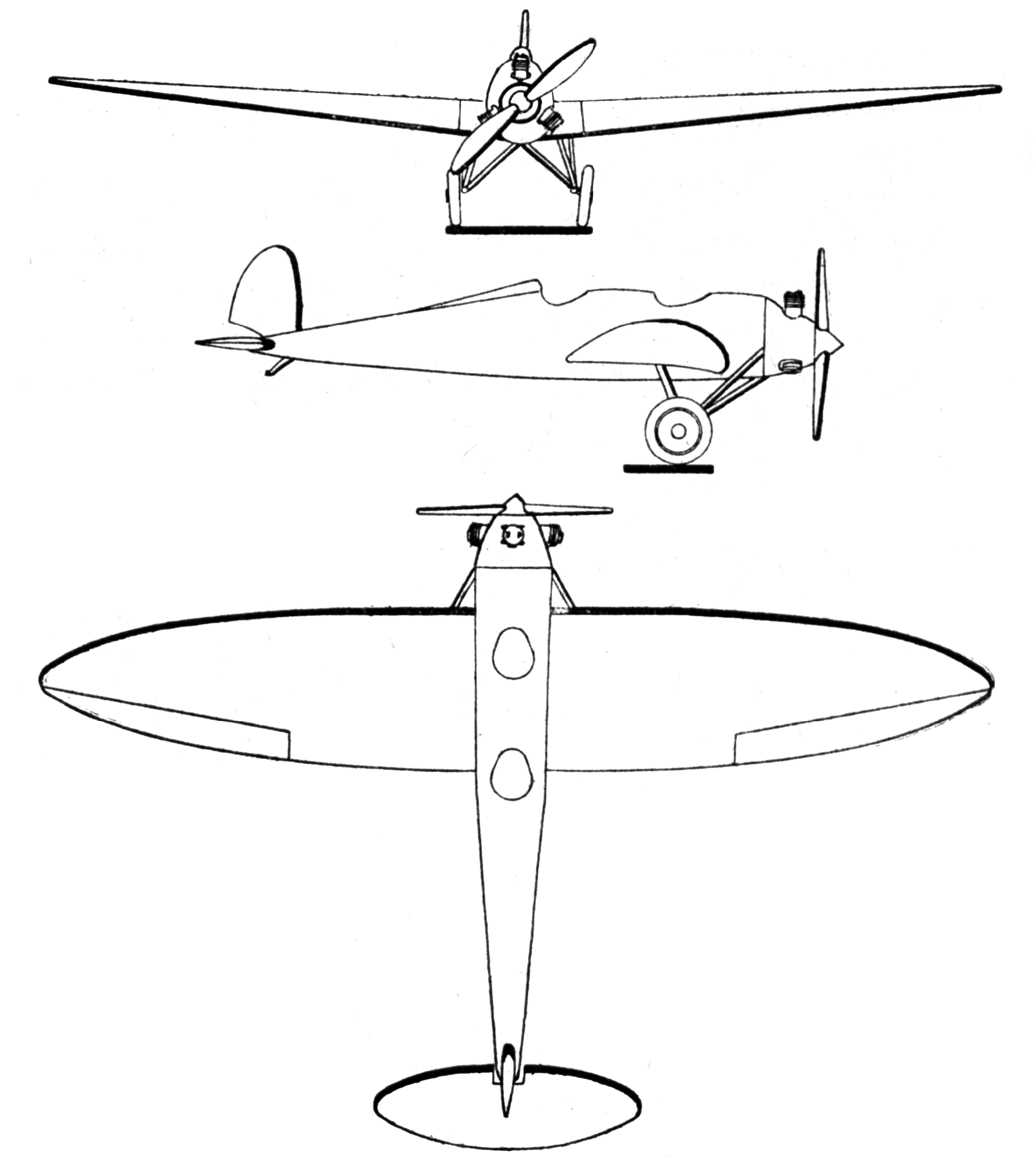
Dreiseitenansicht

| Kenngröße                   | B II Sausewind, D-639                                      |
| --------------------------- | ---------------------------------------------------------- |
| Besatzung                   | 1+1                                                        |
| Länge                       | 6,10 m                                                     |
| Spannweite                  | 9,30 m                                                     |
| Flügelfläche                | 11,60 m²                                                   |
| Flügelstreckung             | 7,5                                                        |
| Nutzlast                    | 210 kg                                                     |
| Leermasse                   | 280 kg                                                     |
| max. Startmasse             | 490 kg                                                     |
| Flächenbelastung            | 42 kg/m²                                                   |
| Triebwerk                   | ein Dreizylinder-Sternmotor Wright Gale L4a; 60 PS (44 kW) |
| Höchstgeschwindigkeit       | 170 km/h                                                   |
| Anfangssteiggeschwindigkeit | 3 m/s                                                      |